# Alessandro Mostes
Alessandro Mostes (Lezzeno, 2 aprile 1940 – Lezzeno, 22 luglio 2012) è stato un imprenditore e pilota motonautico italiano.

## Biografia
Alessandro Mostes è stato un imprenditore e pilota motonautico italiano, erede del  cantiere nautico omonimo sito a Lezzeno creato dal nonno nel 1913. 
Come pilota di sci nautico velocità vinse il campionato italiano del 1972 con lo sciatore Enrico Guggiari. Nel 1976 a Hartlepool in Inghilterra vinse anche il campionato europeo con lo sciatore inglese Bill Rixon.
Nel 1995 la sua barca Modello S81 pilotata da Germano Furlan vinse a Viersel in Belgio il campionato del mondo di sci nautico con l’atleta Stefano Gregorio.
Si specializzò nella costruzione di scafi da competizione e, grazie ai vari titoli vinti, trasportò la sua esperienza sugli scafi da diporto. Fu socio del Yacht Club di Como.